# Largidea arizonae
Largidea arizonae är en insektsart som beskrevs av Knight 1968. Largidea arizonae ingår i släktet Largidea och familjen ängsskinnbaggar. Inga underarter finns listade i Catalogue of Life.